# Костадин Бояджиев
Костадин (Константин) Николов Бояджиев е български революционер, войвода на Вътрешната македоно-одринска революционна организация. Негов фонд с документи се съхранява в Държавна агенция „Архиви“.

## Биография
Бояджиев е роден на 21 май 1880 година в разложкото село Баня в семейството на Никола и Яна Бояджиеви. Около 1900 година завършва българската гимназия в Солун. Влиза във ВМОРО. От 1902 година е в четата на Тома Давидов. В началото на 1903 година е в четата на Борис Сарафов. През Илинденско-Преображенското въстание е с Даме Груев и действа заедно с него. Остава с него след въстанието и участва във възстановяването на революционната мрежа. От 1904 до Младотурската-революция в 1908 година е войвода на чета. В 1909 убива турчин в Баня и отново става нелегален. Около 1909 – 1910 година се жени за охридчанката Славка Евтимова Мешкова, с която имат дъщеря Виктория и син Кирил.
При избухването на Балканската война в 1912 година Бояджиев става войвода на чета № 13 на Македоно-одринското опълчение, която е определена да действа в Драмско. Четата му минава в Разлога и Бояджиев се среща в Горно Драглище с войводите Георги Занков, Михаил Чаков и Стефан Чавдаров и се отправя към Пирин, откъдето извършва подривни действия в турския тил. На 5 октомври четата на Бояджиев участва в освобождаването на Банско заедно с другите партизански отряди. На 7 октомври четата на Бояджиев и четата на Чаков (160 души) се сражават с 3800 души войска и губят 4 убити и 2 ранени. След това четата на Бояджиев се сражава пред село Баня и отблъсква нападението на войската оттегляща се от Мехомия към Неврокоп. На 9 октомври заедно с части на 27 пехотен чепински полк участва в нападението над Мехомия. Бояджиев наранява левия си крак и е назначен за началник на милицията в Мехомийско.
Бояджиев участва и в Междусъюзническата война в МОО и в Първата световна война. Във всички войни е раняван 7 пъти. След Първата световна война е началник на Първи полицейски участък в София. След Деветоюнския преврат е заточен в Делиормана, защото не предава участъка си на превратаджиите. До смъртта си в 1938 година е безработен.